# Rébellion du prince Hoshikawa

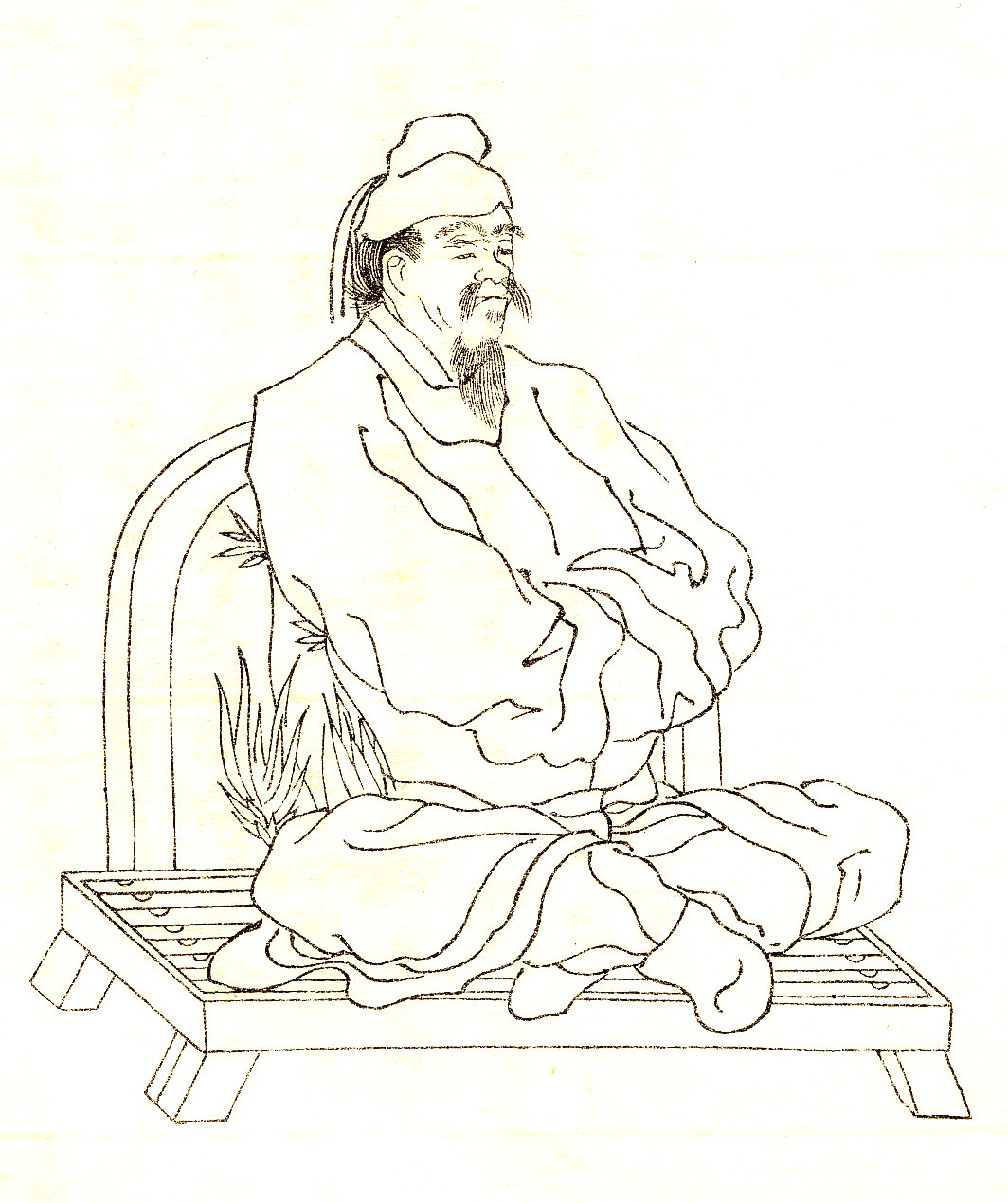
Ōtomo no Muroya, qui écrase la rébellion, illustration extraite du Zenken Kojitsu

La rébellion du prince Hoshikawa désigne un épisode de l'histoire du Japon relatif à une lutte de pouvoir autour du trône du chrysanthème à la suite de la mort de l'empereur Yūryaku en 479. Le second fils de l'empereur, encouragé par sa mère, tente de s'emparer du pouvoir en occupant le Trésor mais est bientôt entouré par les troupes des fonctionnaires de la cour et est brûlé avec les membres de la famille et d'autres partisans. Le troisième fils, que Yūryaku a désigné prince héritier, accède au trône en 480 sous le nom d'empereur Seinei. L'incident est rapporté dans le Nihon Shoki.

## Rébellion
Un an avant sa mort, l'empereur Yūryaku nomme son troisième fils, le prince Shiraka, pour successeur, 
prétendument en raison de ses cheveux blancs qui lui ont donné son nom (shiraka = cheveux blanc) et qui semble important à l'empereur,,. Le prince héritier est un fils que l'empereur a d'une de ses concubines, Katsuragi no Karahime (葛城韓媛), qui appartient à la branche Katsuragi de l'influent clan Takenouchi,. Peu de temps après la mort de l'empereur le 7e jour du 8e mois de 479, et avant son enterrement final le 9e jour du 10e mois de 480, une autre de ses consorts, Kibi no Waka-hime (吉備稚媛), convainc son fils cadet le prince Hoshikawa, (qui est plus âgé que le prince Shiraka), de faire valoir son droit au trône,. Waka-hime, l'épouse d'un important fonctionnaire, Tasa, omi de Kibi, a été capturée lors d'un complot par Yūryaku en 463, ce qui est à l'origine de la rébellion du clan Kibi,,,.
Le prince Iwaki, frère aîné de Hoshikawa, tente d'intervenir, mais en vain : tenant compte des conseils de sa mère, Hoshikawa s'empare du trésor impérial et avec Waka-hime, son demi-frère, le prince Iwaki, et d'autres, ils s'enferment dans le Trésor,,. Le bâtiment, qui du point de vue architectural, ressemble à un grenier à blé, est assiégé par des fonctionnaires de haut rang de la cour et leurs troupes et brûle finalement avec toutes les personnes à l'intérieur, à l'exception d'un fonctionnaire de rang inférieur qui est épargné et qui, par reconnaissance, offre plus tard 25 hectares de terres au commandant de l'armée triomphante Ōmuraji, le seigneur Ōtomo no Muroya,,,. 
Les prétendants au trône nés hors du feu ou survivants d'une épreuve du feu est un thème récurrent dans le début de la lignée impériale japonaise. Ebersole conjecture que les conditions réelles de la mort du prince Hoshikawa sont inconnues et que sa prétendue mort dans un incendie a été utilisée par les compilateurs du Nihon Shoki afin de souligner métaphoriquement que son droit au trône était invalide. Après la rébellion, le prince héritier désigné, Shiraka, monte sur le trône en 480 sous le nom d'empereur Seinei.

## Source de la traduction
- (en) Cet article est partiellement ou en totalité issu de l’article de Wikipédia en anglais intitulé « Prince Hoshikawa Rebellion » (voir la liste des auteurs).